# Адана Демірспор
«Адана Демірспор» (тур. Adana Demirspor Kulübü) — турецький футбольний клуб з міста Адана. 
Виступає у турецькій Суперлізі. Домашні матчі проводить на новому, відчиненому 12 лютого 2021 стадіоні «Нью Адана Стедіум», що вміщає більше 33 тисячі глядачів.

## Історія
Клуб засновано 20 грудня 1940 року за сприяння Турецької державної залізниці. 
Клубними кольорами є блакитний і темносиній. 
У вищому дивізіоні команда провела 11 сезонів (1960—1961, 1973—1984, 1987—1990, 1991—1992, 1994—1995). 

## Досягнення
- Чемпіонат Туреччини: 6-е місце (1981/82)
- Кубок Туреччини з футболу: фіналіст (1978)

## Відомі гравці
- Їльгід Інджедерім
- Фатіх Терім
- Маріо Балотеллі
- Ярослав Ракіцький